# Opal Pool Stream Cascade
Die Opal Pool Stream Cascade ist ein Wasserfall in der Region Auckland auf der Nordinsel Neuseelands. Er liegt westlich der Ortschaft Karekare in den Waitākere Ranges im Lauf des Opal Pool Stream an dessen Mündung in den Company Stream. Seine Fallhöhe beträgt etwa 4 Meter. Nur wenig weiter stromaufwärts im Company Stream befinden sich die bekannteren Karekare Falls.
Der Wasserfall ist bequem durch Zufahrten von Piha und Karekare erreichbar. Der 5 minütige und einfach begehbarer Wanderweg zum Fuß der Karekare Falls führt nach zwei Minuten an den opalfarbenen Gumpen des Wasserfalls vorbei.